# Tim Finn
Brian Timothy "Tim" Finn, född 25 juni 1952 i Te Awamutu i Waikato, Nya Zeeland, är en nyzeeländsk musiker. Han var den ledande medlemmen av bandet Split Enz som hade ansenliga hits i hemlandet i början på 1980-talet. 
Finn har alltsedan 1983 haft en solokarriär med plattor som har haft en trogen skara fans, han har dock inte haft samma kommersiella framgång som i sitt huvudband. Brodern Neil Finn bjöd in Finn till sitt band Crowded House på albumet Woodface varifrån brödernas samkomposition "Weather With You" blev en stor hit. 
Bröderna Finn har även släppt två skivor som en duo, Finn (1995) och Everyone Is Here (2004). Tim Finn har också fortsatt släppa skivor under eget namn, bland annat albumet The Conversation som släpptes 2008.

## Diskografi

### Soloalbum
- Escapade (1983)
- Big Canoe (1986)
- Tim Finn (1989)
- Before & After (1993)
- Say It Is So (1999)
- Feeding The Gods (2001)
- Imaginary Kingdom (2006)
- The Conversation (2008)

### Med Split Enz
- Mental Notes (1975)
- Second Thoughts (1976)
- Dizrythmia (1977)
- Frenzy (1979)
- True Colours (1980)
- Waiata (1981)
- Time and Tide (1982)
- Conflicting Emotions (1983)
- Enz to Enz - The Ultimate Split Enz Box Set (2007) (11-CD-box)

### Med The Finn Brothers
- Finn (1995)
- Everyone Is Here (2004)

### Med The Crowded House
- Woodface (1991)